# Суворово (Сумская область)
Суворово (укр. Суворове) — село,
Чернобровкинский сельский совет,
Путивльский район,
Сумская область,
Украина.
Код КОАТУУ — 5923888109. Население по переписи 2001 года составляло 130 человек .

## Географическое положение
Село Суворово находится в 1,5 км от реки Кубер.
Примыкает к селу Ильинское, на расстоянии в 1 км расположены сёла Плотниково и Трудовое.
Рядом проходит автомобильная дорога Т-1911.